# 塔拉爾 (阿肯色州)
塔拉爾（英語：Taral）是位於美國阿肯色州波普縣的一個非建制地區。該地的面積和人口皆未知。

## 地理
塔拉爾的座標為35°31′37″N 93°07′18″W / 35.52694°N 93.12167°W，而該地的平均海拔高度為125米（即410英尺）。